# 민요
민요(民謠)는 민족적인 감정이나 기호를 자연발생적으로 멜로디로써 나타낸 것이다.
음악을 직업으로 하지 않는 서민이 만들어내는 것이므로 최초의 멜로디는 목소리에 의존하며, 악기로 연주되는 것은 아니다. 따라서 가락의 원형은 악보에 기재돼 있지 않으며, 기보는 뒤에 음악적 지식이 있는 사람이 기보한 것이다. 악보에 기재되어 있지 않은 가락은 구전되는 동안 다듬어진다. 따라서 민요는 작사자도 작곡자도 불명인 것이 대부분이며, 작가가 분명한 것은 극히 드문 것에 지나지 않는다.
일반 서민이 감정을 넣어 부르는 노래이므로 자기 나라 말로 부르며, 따라서 그 나라 말의 악센트가 노랫가락에 나타나 있다. 리듬도 역시 그 나라 말에 따라 달라지는데, 민요는 모국어의 특색을 그대로 반영함과 동시에 국민적인 감정을 자연스럽게 표현하고 있다. 활동적이며 활발한 국민은 리듬이 분명한 노래를 부르고, 비활동적이며 그늘진 국민에게는 우울한 노래가 애창된다. 그리고 고지식하고 실무적인 성격을 지닌 국민이 부르는 민요는 역시 부드럽지 못한 가락으로 되어 있는 것이 많다.
원시적인 민요는 단순한 악상이나 짧은 악구(樂句)를 단조롭게 반복하는 것이 많으나, 문화가 향상됨에 따라 음악의 구성은 복잡해지고 악구는 길어져 악곡 전체의 형이 정돈되고 악구와 악구가 대조적으로 배치되어 스스로 예술적 작품의 향상을 나타낸다. 또한 원시적인 민요는 무반주로 부르는 것이었으나, 지금 우리가 노래하고 있는 외국민요에는 반주가 붙어 있고, 때로는 그 가락을 기악곡으로 연주하기도 한다. 이와 같이 민요는 여러 가지 변화를 겪었고, 각 민족의 장점과 특색을 나타내고 있다.

## 아시아
- 한국 민요 - 한반도 지방 구분이 있으나, 민중들의 입과 입을 거쳐 내려오는 동안에 그들의 사상·생활·감정에서 우러나온 사설들이 담기고 토속적인 가락으로 불리게 된다.

## 서부 유럽

### 스코틀랜드
스코틀랜드 고전 포크송은 주제나 분위기가 매우 다양하다. 가장 대표적인 스코틀랜드 고전 포크송은 로버트 번스의 시에 가락을 붙인 〈올드 랭 사인〉(Auld Lang Syne)이다. 제목은 영어의 올드 롱 신스(Old Long Since)에 해당하는 스코트어이다. 〈올드 랭 사인〉과, 작자 미상으로 1745년에 찰스 에드워드 스튜어트를 앞세워 일어난 재커바이트의 반란과 연관된 것으로 추정되고 있는 〈로크 로몬드〉(Loch Lomond), 역시 재커바이트의 반란과 관련 있는 가사를 1880년대에 스카이 섬에서 불리던 전통 가락에 붙인 〈스카이 보트 송〉(Skye Boat Song) 세 곡이 스코틀랜드의 대표하는 고전 포크송이다. 〈로크 로몬드〉는 가사가 다양한데, 연가인 것과 민족 감정을 자극하는 것이 있다. 로크 로몬드 말고도 많은 연가들이 있는데, 1830년대에 나온 가곡인 〈애니 로리〉(Annie Laurie)와 전통 곡인 〈블루벨스 어브 스코틀랜드(Bluebells of Scotland)〉를 비롯하여 로버트 번스가 지은 〈에이 폰드 키스(Ae Fond Kiss)〉, 〈마이 러브 이즈 라이크 어 레드 레드 로즈〉(My Love is Like a Red, Red Rose)와, 〈너트 브라운 메이든〉(Nut Brown Maiden), 〈로크 테이 보트 송〉(Loch Tay Boat Song) 같은 곡들이 있다. 재커바이트 반란과 관련된 곡으로는 〈블루 보니츠〉(Blue Bonnets, 재커바이트 군의 유니폼인 푸른 모자), 〈화이트 코케이드〉(White Cockade, 푸른 모자에 달던 십자가 모양의 장식), 〈킬리크랭키〉(Killiecrankie), 〈셰라무어 파이트〉(Sherramuir Fight), 〈사운드 더 피브로크〉(Sound the Pibroch) 등이 있다. 유명한 시인이며 소설가인 월터 스콧의 시에 곡을 붙인 〈보니 던디〉(Bonnie Dundee)와 〈조크 어브 헤이즐딘〉(Jock of Hazeldean)이라는 곡과, 바이런의 시에 곡을 붙인 〈다크 로크나가르〉(Dark Lochnagar)도 유명한 곡이다. 고전 포크송은 아니지만, 1930~40년대에 들어 휴 로버튼(Hugh Roberton)이라는 음악가가 지은 곡들로는 〈타이리 러브 송〉(Tiree Love Song), 〈밍얼레이 보트 송〉(Mingulay Boat Song), 〈웨스터링 홈〉(Westering Home), 〈루이스 브라이덜 송〉(Lewis Bridal Song), 〈조이 어브 마이 하트〉(Joy of My Heart), 〈에어 파 라 라 로〉(Air Fa La La Lo) 등이 있다.  1960년대 들어서면서 이 스코틀랜드 고전 포크송의 리바이벌이 스코틀랜드 대중 음악계에서 일어났는데, 더 코리스는 이 리바이벌을 주도한 2인조 포크 그룹이다. 덕분에 아일랜드와 이탈리아를 제외한 많은 나라의 고전 포크송들이 현대에는 대개 대중으로부터 외면받는 반면, 스코틀랜드 고전 포크송은 지금도 대중과 함께하고 있다. 이 리바이벌은 단순히 고전 포크송을 현대화하는 데 그치지 않고, 스코틀랜드의 민족 감정을 자극하는 〈스코틀랜드의 꽃(Flower of Scotland)〉나 〈로지스 어브 프린스 찰리(Roses of Prince Charlie)〉, 〈매서커 어브 글렌코(Massacre of Glencoe)〉, 〈도닝 어브 더 데이(Dawning of the Day)〉, 〈스코틀랜드 윌 플로리시(Scotland Will Flourish)〉, 〈칼레도니아(Caledonia)〉 같은 현대 포크송으로 이어졌다. 이 가운데 더 코리스의 로이 윌리엄슨이 작사 및 작곡한 〈스코틀랜드의 꽃〉은 현재 사실상 스코틀랜드의 국가로 불린다.

### 아일랜드
아일랜드는 1922년까지 잉글랜드, 스코틀랜드와 함께 연합 왕국을 구성하고 있었으나 1916년 부활절 봉기를 계기로 독립 전쟁을 일으켜 1922년에 아일랜드 공화국으로 독립하였다. 그러나 장로교 신자가 많은 북부의 6개 주는 여전히 연합 왕국의 일부로 남아 있다. 아일랜드 사람들은 술을 좋아하는데, 술과 관련된 고전 포크송으로는 〈와일드 로버〉(Wild Rover), 〈피네건스 웨이크〉(Finnegan's Wake), 〈위스키 인 더 자〉(Whiskey in the Jar), 〈마운틴 듀〉(Mountain dew), 〈파팅 글래스〉(Parting Glass) 같은 곡들이 있다. 부활절 봉기보다 100여 년 앞선 1798년에 아일랜드 사람들은 잉글랜드 정부에 맞서 반란을 일으켰다. 이 반란과 관련된 포크송으로는 〈라이징 어브 더 문〉(Rising of the Moon), 〈로디 매컬리〉(Roddy McCorley, 1902년 발표), 〈민스트럴 보이〉(Minstrel Boy) 등이 있다. 과거 아일랜드는 1845년에 감자 대흉작이 발생하여 많은 사람들이 옆에 있는 스코틀랜드나 미국, 캐나다, 호주 등으로 이민을 떠났다. 그래서 많은 아일랜드인들이 전 세계로 퍼져 나가게 되었는데, 이와 관련된 곡인 〈와일드 콜로니얼 보이〉(Wild Colonial Boy)라는 곡은 아일랜드에서 호주로 이민을 간 잭 더건(Jack Duggan)의 이야기를 다루고 있으며, 〈아이리시 로버〉(Irish Rover)라는 곡은 아일랜드에서 미국을 향해 항해하던 배 이야기를 다루고 있다. 아일랜드 사람들은 전통적으로 로마 가톨릭을 믿었지만, 스코틀랜드로부터 장로교를 믿는 사람들이 북아일랜드로 이주해 오면서 이들과 갈등을 빚게 되었다. 이와 관련된 노래로 〈더 오렌지 앤드 더 그린〉(The Orange and the Green)이라는 곡이 있는데, 아버지가 오렌지(장로교 상징색), 어머니가 그린(로마 가톨릭 상징색)인 사람의 이야기이다. 아일랜드 곡들은 스코틀랜드 곡들과 가락이 같고 가사만 다른 곡들이 많이 있는데 〈레드 이즈 더 로즈〉(Red is the Rose)라는 곡은 스코틀랜드 곡인 로크 로몬드(Loch Lomond)와 가락이 같고, 라이징 어브 더 문은 스코틀랜드 곡인 〈세이 윌 위 옛〉(Sae Will We Yet)과 가락이 같다. 아일랜드 곡들은 1950년대 후반 이후로 본토와 미국, 캐나다 등지의 가수들이 주도하여 본격적으로 부흥하기 시작하였고, 현재도 스코틀랜드 곡과 함께 켈트 포크 음악이라는 한 장르를 구성하고 있다. 아일랜드 태생으로 미국에서 데뷔한 더 클랜시 브라더스가 주도하였고, 그 뒤를 따라 생겨난 더 더블리너스, 디 아이리시 로버스 등등이 대표하는 아일랜드 포크 음악 그룹이다. 아일랜드 현대 음악 중에도 민족 감정을 자극하는 곡들이 많이 있는데, 더 클랜시 브라더스의 1기 멤버인 토미 메이컴이 지은 〈포 그린 필즈〉(Four Green Fields)가 대표적이다.

### 잉글랜드
잉글랜드는 민중적인 포크 음악보다는 귀족적인 클래식 음악이 발달되어 있다. 그것은 잉글랜드 문화 자체가 귀족적이고 우아함을 강조하기 때문이다. 잉글랜드의 포크 음악으로는 〈그린 슬리브스〉(Green Sleeves), 〈스카브러 페어〉(Scarborough Fair), 1840년대에 나온 가곡인 〈로즈 어브 알렌데일〉(Rose of Allendale), 〈더 워터 이즈 와이드〉(The Water is Wide), 〈리빙 어브 리버풀〉(Leaving of Liverpool) 등이 있다.

### 웨일스
웨일스도 켈트족 국가이긴 하지만, 면적이 좁고, 인구가 적고, 오랫동안 잉글랜드의 지배(스코틀랜드나 아일랜드는 대등한 관계에서 조약을 맺어 합병하였으나, 웨일스는 일방적으로 지배받았다)를 받아 와서 아일랜드나 스코틀랜드만큼 독자적인 고전 포크송이 많지는 않고, 현대에 들어와서 리바이벌된 곡도 아일랜드나 스코틀랜드보다 적다. 대표하는 웨일스 고전 포크송에는 〈멘 어브 할렉〉(Men of Harlech), 〈수오 간〉(Suo Gan), 〈마이파누〉(Myfanwy) 등이 있다.

### 이탈리아
이탈리아인은 예로부터 아름다운 육성으로 노래를 즐기는 것으로 알려졌다. 이탈리아의 민요다운 민요가 풍부한 곳은 나폴리를 중심으로 한 남쪽지방이다. 남단에 가까운 칼라브리아 또는 시칠리아섬이나 코르시카섬에 가면 한층 이색을 띠며, 그 중엔 근동풍이 감도는 민요가 있어, 고대 그리스나 사라센 문화의 영향이 있었음을 시사한다.

### 스페인
스페인의 민요는 프랑스나 독일의 민요보다 훨씬 율동적이다. 다시 말하자면, 대부분이 춤을 위한 노래이다. 스페인은 춤의 나라라고 할 만큼 춤이 번성하여, 그 종류도 여러 가지이다. 호타, 말라게냐, 세기딜랴, 론데냐, 볼레로, 폴로 등이 있는데, 그 중에서도 가장 스페인의 특색을 나타낸 것이 호타이다. 호타는 3/8박자로 된 템포가 빠른 음악인데, 지방에 따라 여러 가지 이름이 붙어 있다. 호타 아라고네자, 호타 발렌시아나, 호타 데 사라곳사 등이 있는데, 호타 아라고네자라는 것은 아라곤 지방의 호타라는 뜻이다. 원래 호타는 스페인에 있던 것으로서, 스페인이 아직 무어인에게 지배되고 있던 12세기경부터 있던 춤곡이다. 그 때문에 단지 호타라고 이름붙였을 뿐 그 이상 아무런 설명도 없는 곡이 여러 개 있다. 호타에서나 말라게냐에서 스페인 춤곡을 추는 데는 기타와 캐스터네츠로 반주하는 것이 통례로 되어 있다.

### 프랑스
프랑스어는 비음(鼻音)이 많은 발음으로 말의 억양에도 미묘한 뉘앙스가 있어, 이탈리아어나 독일어같이 강한 악센트를 갖지 않는다. 따라서 프랑스의 노래는 이탈리아 민요와 같이 화려하지는 않으며, 또 독일 민요와 같이 멜로디의 선이 명확하지도 않다. 자주 불리는 곡으로 〈아비뇽의 다리〉, 〈마브루공(公)〉 등이 있다. 비제 작곡의 모음곡 〈아를의 여인〉에서 프로방스의 오래된 크리스마스 캐럴 〈세 임금님〉이 전주곡의 주선율이 되기도 하였다.

### 독일
포르크스리이트, 즉 독일 민요(獨逸民謠)는 독일국민의 생활에 깊게 뿌리를 박고 있다. 독일 민요는 이탈리아나 스페인 민요같이 장식적인 것은 아니다. 또 리듬감을 강조하는 일도 없다. 색채적인 것이나 관능적인 것은 독일인의 기질에 맞지 않는다. 극히 간단한 가락을 보아도 그 구성이 대칭적이어서 전체적으로 딱딱한 느낌이 있다. 꾸밈이 없는 소박함과 고지식함이, 찬송가와 같은 종교감과 함께 존재하고 있는 것이 많다.  오늘날의 독일 민요를 이룩한 것은 14세기 이후 직업별로 모인 마이스터징거나 16세기의 종교운동가 마틴 루터(1483 ~ 1546)의 공적이 크다. 즉, 이들 그룹 활동에 필요하여 독일에서는 합창이 널리 보급된 것이다. 합창할 때 화성을 붙이는 것은 화성학의 지식을 필요로 하는 것이며, 그 화성학을 가장 이론적으로 정리한 것이 독일인이다. 사물을 이론적으로, 또한 구성적으로 생각하는 독일인에게는 가장 알맞은 학문이었기 때문이다.

#### 반더포겔
합창하는 독일청소년 운동에 반더포겔(Wandervogel)이 있었다. 반더포겔 즉 '철새'라는 이름의 운동이 시작된 것은 1896년 빌헬름 2세시대로 거슬러올라간다. 당시 베를린의 슈테브리츠 고등학교 학생들이 도시를 떠나 산야를 돌아다니면서 캠프 파이어에 둘러앉아서 기타를 반주로 합창한 것이 효시이다. 이 운동에 공명하여 적극 협조한 유력한 사람으로 리하르트 실만이 있었다. 실만은 루르 지방의 초등학교 교사였는데, 이 공업지대에서 살고 있는 소년들이 참새라면 매연에 더러워진 까만 참새밖에는 모르며, 물고기라면 어물가게에 있는 고기로만 알고 있다는 것을 깨닫고, 그 창백한 얼굴을 한 소년들을 소생시키는 길은 넓은 산야나 농촌을 거닐게 하는 것이 필요하다고 생각했다. 이와 같은 실만의 운동은 드디어 결실하여 '유겐트헤야베르크(청년의 집)'가 되었고, 그것이 더욱 발전하여 1925년에는 유스호스텔 조직이 스위스에서 발족하기에 이르렀다.  유겐트헤야베르크의 운동이 1933년에 이르러 '히틀러 유겐트'로 탈바꿈된 시기도 있었다. 그러나 이름이 어떻게 변하든 반더포겔의 정신은 독일청년 사이에서는 사라지지 않고 있다. 반더포겔은 여가를 즐기는 하이커와는 달리 결코 사치한 차림을 하지 않았다. 더욱이 사람마다 손에 쥐고 있는 것은 독일민요의 합창곡집 〈츠프가이겐한슬〉이었다. 〈츠프가이겐한슬〉 외에도 독일에서는 예로부터 학생가곡집으로 〈콘멜스〉라는 것이 있었던 것도 알려져 있다. 이러한 가곡집이나 합창곡집이 있다는 것은 독일의 민요운동이 번성하였음을 증명하고 있다.

## 중앙 유럽
유럽의 중앙에 있는 나라들은 지리적으로나 민족적으로나 복잡하게 얽혀 있다. 국경이나 국적의 변동이 종종 있었고, 따라서 민족의 이동도 심하여 혼혈도 자주 있었다. 이와 같이 민족적 색채가 명확하지 못하거나 오랜 전통과 역사가 없는 곳에는 뛰어난 민요가 나타나지 않는 법이다. 헝가리나 체코와 같이 특수한 민족음악이 있는 나라도 있지만, 대개 중부 유럽의 민요가 알려져 있지 않은 것은 그 때문이다.

### 헝가리
지난 날에는 위대한 영광을 자랑했던 나라이지만, 300년 전경 터키인에게 점령되었고, 이어서 오스트리아에 병합된 일이 있다. 그 때문에 정치적인 불안과 문화적인 혼란으로 이 나라는 진통을 겪었다. 그럼에도 불구하고 이 나라의 민족음악은 많은 음악가의 주목을 끈다. 〈헝가리 광시곡〉을 작곡한 리스트, 〈헝가리 춤곡〉을 작곡한 브람스 등이 바로 그것이다. 그러나 리스트나 브람스가 인용한 것은 헝가리 집시의 음악이며 본래의 헝가리 민요는 아니었다. 헝가리 민요가 큰 각광을 받게 한 사람은 바르토크와 코다이였다.  베라 바르토크(1881-1945)가 순수한 헝가리 민요에 흥미를 갖기 시작한 것은 1905년의 일이다. 그는 부다페스트의 음악학교에서 피아노 교수를 하는 한편 틈만 나면 지방 농민과 접촉하여 민요와 민악의 채보(採譜)를 계속했다. 이 작업은 1914년까지 계속되었는데, 조르단 코다이(1882-1967)의 협력으로 두 사람이 채보한 헝가리 민요는 6000곡에 달하였다. 그러나 바르토크의 민요 탐구의 손은 더욱 뻗어 체코슬로바키아로부터 루마니아에까지 이르렀다.  본래 순수한 헝가리 민요란 집시의 것이 아니고 토착화된 마자르인의 것이었다. 그것은 루마니아, 불가리아, 세르비아, 알바니아 음악과 함께 헝가리 음악의 일부를 이루는 것으로서, 독일음악과도 다르며 슬라브 음악과도 다른 것이었다. 바르토크가 수집한 헝가리나 루마니아 민요는 그것이 소재가 되어 실내악곡 같은 작곡이 됐다. 그러나 헝가리 민요가 옛날 모습대로 우리에게 노래된 일은 아직 없다.

### 체코
음악문화가 높은 수준에 있는 점에서는 체코를 들 수 있다. 체코는 체고인과 슬로바키아인으로 구성된 체코슬로바키아가 1992년도 12월 31일에 체코 공화국과 슬로바키아 공화국으로 각각 분리 독립한 나라로서 그 전까지는 슬라브인과 헝가리인, 독일인이 섞여 있다. 그렇기에 자국 특유의 민요는 그다지 많지 않다.

### 오스트리아
예술음악에 뛰어난 나라가 반드시 민요에서도 뛰어났다고는 할 수 없다는 예로 오스트리아를 들 수 있다. 오스트리아의 수도 빈은 19세기 후반까지만 해도 유럽 음악의 중심지로서 역할을 다하고 있었다. 하이든, 모차르트, 베토벤, 슈베르트, 브람스 등의 대음악가들이 이 도시에서 생활하였다는 것이 그것을 증명한다. 그러나 오늘날 우리가 접할 수 있는 오스트리아 민요는 거의 없다고 해도 과언이 아니다.

### 스위스
스위스 국경에 가까운 티롤 산악지대에 가면 거짓소리(假聲)를 사용한 요델이 발성법으로서 쓰이고 있다. 그리고 이 지방에는 산악인다운 한가롭고 민족적인 노래가 남아 있다.

### 러시아
러시아 전 영토에 2억의 인구와 2백의 종족이 살고 있으므로, 민요에도 다양한 색채의 민요가 있다. 그 민요를 장조인 곡과 단조인 곡으로 비교하면 압도적으로 단조인 곡이 많다. 따라서 대체로 어두운 느낌을 주고 있다.  또 러시아 민요의 멜로디를 연구해 보면, 본래부터 다성적(폴리포닉)인 성질을 가지고 있다. 따라서 먼저 독창으로 시작되는 경우에도 곧 이어서 합창으로 옮겨가는 것 같은 연주가 많다. 러시아인이 합창에 대하여 천분을 타고난 것은 정평이 있는데, 돈 코사크 합창단 이후 각종의 합창단의 연주를 들으면 대지의 밑바닥에서 울려오는 것 같은 힘찬 느낌을 준다.  가장 유명한 러시아 민요에는 샤리아 핀의 노래로 유명해진   〈볼가강의 뱃노래〉가 있다. 아직 증기선이 쓰이지 않았을 때 볼가강을 오르내리는 배들은 여울 같은 곳에 이르면 배를 끄는 인부들의 손을 빌려 강을 거슬러갔는데, 이때 인부들이 불렀던 노동가이다. 그 정경은 러시아의 화가 레핀이 그린 배를 끄는 명화에서 엿볼 수 있다. 볼가강은 러시아의 중앙부를 북에서 남으로 흐르는 큰 강으로 러시아 민족은 이 강에 깊은 애착을 쏟고 있으며, '어머니인 볼가'(마추슈카 볼가)라는 말이 자주 쓰인다. 민요에도 〈어머니인 볼가〉, 〈볼가강 내려가기〉 등 이 강을 노래한 것이 있으나, 대표적인 것은 역시 〈볼가강의 뱃노래〉이다.  옛 제정시대의 러시아에 어두운 분위기가 있었음은 확실하며, 대부분의 러시아 민요는 그러한 분위기를 반영하고 있다. 오히려 그와 같은 어두운 분위기가 있었기 때문에 감명깊은 민요가 나왔다고도 하겠다. 〈포로〉, 〈유형인〉, 〈작업의 노래〉, 〈밑바닥의 노래〉 등 어느 것이나 어두운 제정 러시아를 반영하는 것들이다.
또한,목축과 농업을 영위하여 민요는 소박하고 순수하며 견실 강건하다. 실생활을 솔직하게 반영하고 있다. 노동가나 이야기투의 배에 관한 노래, 어느 것이나 어둡고 비통하며, 또 동양적인 노래도 많다.

## 북유럽
덴마크, 노르웨이, 스웨덴, 핀란드의 북유럽 4개국 중에서 음악활동이 번성한 나라는 노르웨이와 핀란드이다.  북유럽의 민요는 덴마크, 스웨덴을 포함하여 대체적으로 활발한 곡이나 명랑한 곡상으로 된 것이 드물다. 그러나 러시아 민요처럼 격한 감정으로 부른 것도 없다. 그 이유는 이 나라들의 중후(重厚)한 국민성이 민요에 반영된 것으로 생각된다.

### 노르웨이
노르웨이 민요에는 그레고리오 선법으로 한 것이 많다. 그 이유는 이 나라가 5세기간이라는 긴 세월을 로마 가톨릭교회의 영향권 아래 있었기 때문이라고 생각된다. 그리고 노르웨이가 낳은 최대의 음악가 그리그는 민요나 농민의 춤곡을 따서 많은 피아노곡을 작곡했다.

### 핀란드
핀란드 농민 사이에 전해오는 민요를 소개하기 시작한 것은 19세기 중엽부터이며, 그 때까지는 거의 무시되고 있었다. 이 나라의 위대한 작곡가 시벨리우스는 애국적인 교향곡을 여러 편 작곡했지만, 민요를 토대로 하지는 않았다.

## 북아메리카

### 미국
미국의 50주에는 75개 국가로부터 혈통이 다른 여러 인종이 모여 있다. 이것을 피부색으로 대별하면 인디언, 흑인, 백인으로 나눌 수 있다. 아메리카 인디언은 현재의 백인이 유럽에서 이주해 온 몇 세기 전부터 살고 있던 인종으로서, 이른바 레드 맨이라 하는 선주의 토착인이다. 인디언에게는 인디언 특유의 음악이 있으나 미국민요 중에서 차지하는 비중은 아주 작다. 그러나 흑인과 백인의 민요에는 들을 만한 것이 적지 않다.

#### 흑인 민요
흑인이 미국음악에 미친 영향은 매우 크다. 특히 재즈를 낳은 모체는 흑인이지만, 민요를 논할 경우 재즈는 별개의 것으로 생각하지 않으면 안 된다. 흑인민요라고 하면 흑인영가(Nigro spiritual)를 떠올릴 수 있는데, 이것은 특정의 작곡가가 없다는 점에서 민요에 가깝다. 이 성악곡은 흑인이 남부지방의 교회에서 익힌 찬송가와 흑인이 이전부터 부르던 당김법(切分法)이 있는 농원가가 혼합하여 생긴 것이다.   흑인 사이에는 본래 주빌리(jubilee)라고 하는 노래가 있는데, 이 노래는 일단 잊혀졌었으나 1871년에 조지 화이트가 학장이 되어 개설한 픽스 대학의 관계자에 의하여 부활되었고, 그 합창운동이 각지에 전개되었다. 흑인영가는 이 운동에 편승하여 각지로 전파되었다. 흑인영가에 종교적 색채가 짙은 것은 〈깊은 강〉 〈스윙 로우 스위트 채리 오트〉 〈고우 다운 모제스〉, 그 밖의 명가를 들으면 곧 알 수 있다.

#### 개척자 민요
백인음악은 유럽에서 이주해온 백인의 개척사에 이어져 있다. 1620년 메이 플라워호를 타고 온 영국의 이민이 최초로 신천지에서 자리잡은 곳은 동북부의 보스턴을 중심으로 하는 이른바 뉴잉글랜드 지방이었다. 거기서 사람들은 자연과 싸우면서 농지를 개척할 뿐 아니라 선주의 토인과도 싸우지 않으면 안 되었다. 한편, 영국의 본국 정부로부터 받는 압박도 있어 개척민의 생활은 완전히 전투적인 것이었고, 이런 상태는 17세기 말까지 계속되었다.    이와 같은 험한 개척민의 원시적인 생활을 극복할 수 있었던 것은 열렬한 신앙이며 찬송가 합창이었다. 그것은 청교도적인 엄숙함을 지니고 관능적인 일체의 것을 물리치며 악기의 반주조차 없는 것이었다. 당시의 미국음악을 후세의 사가는 '황야의 음악'이라고 하는데, 글자 그대로 황야의 음악이었다고 하겠다. 오늘날에도 미국학생의 노래나 대중적인 가곡을 볼 때 그 속에 항전적인 것이 많은 것은 그러한 역사적 필연에서 생긴 것이다. 〈성조기〉, 〈헤일 컬럼비아〉, 〈배틀 크라이 오브 프리덤〉, 〈배틀 힘 오브 더 리퍼블릭〉, 〈마칭 드루 조지아〉 등은 모두 이에 속하는 것들이다.  신대륙에 건너온 이민은 처음에 동북부의 평원지대인 펜실베이니아, 오하이오, 미시간, 위스콘신 등의 여러 주에 정착했으나, 평원지대의 개척이 진행됨에 따라 점차로 중앙부의 산악지방, 즉 서부로 뻗어갔다. 어느 나라 민요도 다 그렇지만 교통이 뚫린 곳부터 먼저 오랜 민요는 잊혀지고 교통이 불편한 지방에만 민요가 남아 있다. 미국도 예외는 아니어서, 순수한 민요의 보고(寶庫)로 되어 있는 곳은 켄터키나 테네시의 산악지방과 캐롤라이나와 버지니아 등의 인적이 드문 지방 등에 민요가 남아 있다. 이런 지방은 개척민의 근거지이기는 했으나 철도의 노선에서 멀리 떨어져 있어 외부와의 교섭이 끊기는 일이 자주 있었기 때문이다.  이러한 산악지방의 민요로서 압도적으로 많은 것은 영국의 오랜 발라드이다. 이 오랜 발라드는 그대로의 형태로 노래되고 있기 때문에 현대와는 거리가 먼 기사와 귀부인의 이야기가 나오기도 하고, 또 아일랜드나 스코틀랜드의 민요에 다른 가사가 붙어 있기도 하다.  민요 중에서도 특히 단순한 아름다운 멜로디의 하나인 〈온 톱 오브 올드 스모키〉를 예로 들면, 이것도 오래전부터 영국에 있던 것으로 엘리자베스 여왕시대의 발라드에서 전화한 것에 지나지 않는다. 영국에서 미국으로 건너온 민요는 농민이나 산악지대의 것에 한하지 않고 바다의 노래에도 그러한 경향이 있는데, 〈셰난도〉도 그 중 하나이다. 선원의 노래를 샨티라고 하는데,   〈셰난도〉는 샨티 중에서 특히 아름다운 곡이라 하겠다.

#### 카우보이 민요
미국에서 가장 소박한 음악감정을 지닌 것은 흑인에 이어 카우보이일 것이다. 카우보이가 활동한 주요 지역은 서부지방이었다. 최근에 와서는 교통망이 발달하였기 때문에 큰 목장은 점차 자취를 감추고 있지만, 옛날에는 수십 명의 카우보이들이 많은 가축떼를 몰면서 목초가 있는 지방에서 지방으로 이동하면서 월동(越冬)하였다. 대규모적인 이동은 텍사스에서 캔자스, 몬태나에까지 이르렀으며, 미국의 중앙을 북에서 남으로 종단(縱斷)하는 일도 있었다. 이 기나긴 여행을 위로한 것은 노래와 기타 또는 밴조의 반주였다. 요컨대 그들의 '라운드 업'(목장 순찰)에는 음악이 있게 마련이었다. 그리고 그들은 감상적이 될 때에는 〈언덕 위의 나의 집〉 같은 멜로디를 불렀다.  카우보이의 노래에도 아일랜드 민요를 원곡으로 한 것이 있다. 가령 〈카우보이의 애가〉는 〈랄레도의 거리〉라는 별명으로 알려져 있으며 19세기 중엽부터 미국에서 노래되어 왔는데, 이 원곡은 아일랜드 민요인 〈언포추네이트 레이크〉였다. 또 텍사스의 카우보이 노래로 소개되어 있는 〈그린 그로우 더 라일락〉도 아일랜드 민요 〈그린 그로우 더 로렐〉을 바꾼 것이라 한다.

#### 하와이 민요
하와이는 1959년 미국의 50번째 주로서 마지막으로 연방에 가입되었지만, 이 섬나라는 카나카족을 주체로 하여 복잡하게 뒤섞인 혼혈의 주민으로 되어 있다. 대표적 민요인 〈알로하 오에〉는 하와이 왕국의 최후의 여왕 리리우오카라니가 1878년에 가사를 지어, 그 가사에 맞추어 독일인곡 밴드마스터가 곡을 붙인 것이다. 그때 멜로디의 힌트로 된 것은 미국의 작곡가 찰스 컨버즈의 꿈 〈더 록 비사이드 더 시이〉였다고 하며 이것 역시 혼혈적인 명곡에 지나지 않는다.

## 라틴아메리카
멕시코와 중남미에 걸쳐 독립국이 20개나 있는데, 영어가 통하지 않는 라틴계의 나라들이다. 이들 여러 나라는 16세기 이후 대략 3세기에 걸쳐 대부분이 에스파냐의 지배 아래 있었고, 브라질만이 포르투갈의 식민지였다. 따라서 브라질만은 포르투갈어를 일상어로 하고 있으며, 그 밖의 나라에서는 에스파냐어를 쓰고 있다. 이들 라틴 아메리카의 여러 나라 중에서 민속음악으로 특색이 있는 것은 멕시코의 마리아치, 쿠바의 룸바, 아르헨티나의 탱고, 브라질의 바이욘 등을 들 수 있다. 그러나 룸바, 탱고, 바이욘 같은 것은 이른바 파퓰러 음악에 속하는 것으로서, 순수한 민요와는 얼마간 그 취지를 달리하고 있다.

### 멕시코
멕시코 특유의 연주형식에 마리아치가 있다. 보통은 바이올린·트럼펫 또는 클라리넷과 같은 멜로디 악기들과 기타·기타론(대형의 베이스 기타)·비웨라(소형의 기타)와 같은 리듬악기로 되며, 7, 8인의 편성이 표준이다. 멕시코에서 마리아치가 시작된 것은 그리 오랜 일이 아니며 1907년경부터였다. 그러나 멕시코의 민요로 알려져 있는 〈셰리트 린드〉나 〈라 말라게냐〉와 같은 곡은 자주 연주되는 마리아치의 곡목이다. 〈셰리트 린드〉에는 페르난데스곡과 멘도사곡 2종이 있는데, 멕시코에서 자주 연주되는 것은 후자의 왈츠조이다. 셰리트 린드란 '푸른 하늘' 또는 '아름다운 하늘'이라는 뜻이나, 노래일 경우에는 연인을 부르는 애칭으로 하고 있다. 또 멕시코의 민족적인 색채가 짙은'라는 뜻이나 물론 도시에서도 노래되며, 3박자와 4박자의 것이 있으나 대개 슬로우 템포로 감정을 란첼라보다 더욱 향토색이 짙은 것으로는 '손'이 있다. '손'이라 함은 영어의 '사운드'로, '음'이라는 뜻이다. 지방에 따라 각종 '손'이 있는데, 손 우아스테코라 하면 우아스테카 지방의 손, 손 하리시엔이라 하면 하리스코주의 손 등과 같다. 가장 화려하고 일반에게, 환영받는 것이 손 우아스테코이며, 〈라 말라게냐〉와 〈라 조로나〉 등의 명곡이 있다. 그리고 이것들은 가성(假性)을 써서 강한 감정에 호소를 하고 있는 것이 특색이다. 라 말라게냐란 에스파냐의 말라가시의 여인을 말하는 것이나, 여기서는 여인의 별칭으로 쓰이고 있다.   마림바라는 악기는 멕시코에서 시작된 것으로 보통 알고 있지만, 멕시코의 남부 차파스 주에서 인접한 나라 과테말라 일대가 본 고장이다. 이 악기는 실로폰을 대형으로 한 것과 같은 것으로, 보통 저음부에서 고음부까지를 3대로 나누어 나란히 놓고 이것을 몇 사람이 연주한다. 마림바는 티크와 같은 단단한 나무로 만든 것인데, 이것을 개량하여 금속제로 한 것이 비브라폰이다. (라쿠카라차는 민요라 보기 어렵다.)

### 자메이카섬
쿠바나 아르헨티나에도 예로부터 내려오는 민요가 없는 것은 아니나, 특히 해리 베라폰테에 의해서 유명해진 것이 자메이카섬의 민요이다. 베라폰테는 1927년에 뉴욕에서 출생하였는데, 아버지는 마르티니크섬의 선원이고, 어머니는 자메이카 사람이었다. 8살 때 어머니의 고향인 자메이카로 이주하여 거기서 소년시절을 보냈다. 카리브해의 한가운데에 있는 자메이카섬에서 자란 것이 베라폰테의 장래를 크게 좌우했음에 틀림없다. 이 서인도 제도에서 소년시절에 배운 선원의 노래라든가 어부의 노래 등이 뒤에 크게 히트한 곡목이 되었다. 베라폰테의 이름을 기억하지 못하는 사람도 '데이오 데이오'라고 절규하는 듯한 〈바나나 보트〉의 노래는 어디에선가 들은 적이 있을 것이고, 또 '마틸다 마틸다'라고 되풀이하여 부른 강한 이상은 잊지 못할 것이다.  서인도 제도의 민요형식인 칼립소는 전적으로 베라폰테에 의하여 소개된 것이다. 칼립소의 본고장은 서인도 제도 중에서도 특히 자메이카, 트리니다드, 바르바도스의 여러 섬이며, 원래는 농장에서 일하는 노예가 톰톰(tomtom, 토인의 원시적인 타악기)의 리듬에 맞추어 부른 것이다. 칼립소는 작업 중에 서로 이야기하는 것이 금지되고 있던 토인들이 그들의 방언을 써서 의견교환이나 뉴스의 전달을 위해 부른 노래였다.  아열대에 있는 서인도 제도가 리듬의 나라라는 것은 쿠바의 민속음악에서 하바넬라의 리듬이 나왔고, 그것으로 에스파냐의 작곡가 일라디에르가 불후의 명가(名歌) 〈라팔로마〉를 작곡한 것으로도 짐작할 수 있다.

## 같이 보기
- 포크 음악